# Британский сельский костюм
Британский сельский костюм (англ. British country clothing) — не совсем народный костюм в европейском и русском понимании, так как в силу исторических причин простолюдины, в том числе и крестьяне, носили одежду, почти не отличавшуюся от одежды высших сословий. Тем не менее у одежды английских крестьян, фермеров и рыбаков сформировался неповторимый стиль одежды, который в середине XIX века восприняли и джентльмены, адаптировав под «высокий» стиль. Одной из первых это сделала Кэтрин Мюррей, графиня Данмор, которая в 1840-х годах снабдила твидовыми куртками (был использован шотландский «Харрис Твид») своих егерей. Впоследствии, в период конца XIX — середины XX века, этот стиль оказал сильное влияние на мужскую моду, причём не только в самой Великобритании, но и во всём мире, в чём состоит немалая заслуга британской знати, например, будущего короля Эдуарда. В этом и состоит отличие британского сельского костюма от собственно народного костюма. Зато его можно в некоторой степени назвать национальным. Собственно реконструированную крестьянскую одежду носят участники ансамблей народной музыки.
Впоследствии британский сельский костюм был популяризован многими литературными произведениями, фильмами и сериалами, вроде «Аббатство Даунтон», «Дживс и Вустер», «Возвращение в Брайдсхед».
Этот стиль костюма, как правило, используется для занятий на свежем воздухе, требующих сильных нагрузок: при сельскохозяйственных работах, на охоте, рыбалке и занятии спортом.

## Основные характеристики
Так как климат Великобритании довольно прохладный и подвержен осадкам, то цветовая гамма сельского костюма строгая и неяркая, но в то же время мягкая: используются зелёный, коричневый, тёмно-желтый цвета. Костюм характеризуется строгостью линий покроя и спокойными тонами. Все предметы одежды должны быть выдержаны в одном тоне, однако жилет, галстук и носки могут быть и ярко раскрашены. В британском сельском костюме используются грубые, но практичные ткани, такие как твид, вельвет или фланель. Иногда ткань окрашивается в клетчатый или полосатый узор.
Праздничный костюм более яркий, чем повседневный, но светлую одежду одевают редко.
В начале XIX века, несмотря на то, что структурно одежда крестьян не отличалась от городской, в ней присутствовали ряд характерных для сельской местности предметов одежды (упомянутых ниже), а кроме того, отличалась подбором тканей и цветовой гаммой. Селяне изготовляли одежду из износостойких и тяжёлых хлопковых тканей, в основном неярких, светлых и неокрашенных; в то время как горожане (притом жители как и больших городов, так и маленьких) предпочитали носить тёмную шерстяную одежду. Однако на протяжении XIX века в английское село проникали «городские» ткани и мода. К 1880-м годам крестьяне и сельские работники стали одеваться как городские рабочие: начали носить молескиновые брюки и шерстяные пиджаки, и использовать для изготовления одежды подержанное сукно и твид. Видный английский писатель и поэт Томас Гарди в своём эссе «Дорсетский рабочий» (англ. The Dorsetshire Labourer) 1883 года пишет: «20 или 30 лет назад сельская толпа была белесо-коричневого цвета, с вкраплениями чисто-белого… теперь же она темная, как и лондонская толпа» (англ. lance up the high street of the town on a Candlemasfair day twenty or thirty years ago revealed a crowd whose general colour was whitey-brown flecked with white. Black was almost absent, the few farmers who wore that shade being hardly discernible. Now the crowd is as dark as a London crowd). Уже в то время старинные, выходившие или уже вышедшие из употребления типично сельские элементы одежды попадаются на изображениях того времени, крайне редко отражающих реальное положение дел того временим и чаще всего служащие отображением сельской, пасторальной идиллии глазами того или иного художника или фотографа. Укоренился чёрный цвет в сельской местности к 1890-м годам, на что, помимо городских модных веяний, также повлияли появившиеся в конце XIX века светостойкие красители. Тем не менее, в 1890-х годах кое-какие отличия сельского костюма всё ещё сохранялись. В частности, селянин даже в самую холодную погоду лишь в очень редких случаях одел бы шарф, хотя горожане надёжно укутывали шею практически круглый год. Также горожане намного реже носили гетры, нежели селяне.

## Костюм
Костюм, как правило, является тройкой, то есть помимо рубашки и штанов предусматривает наличие жилета или безрукавки (тройку английские фермеры и сельхозрабочие носили ещё в середине XX века). Пиджак однобортный, как правило, на трёх пуговицах, для игры в гольф может носиться пиджак на двух, а также имеет разрез сзади и кожаные заплатки на локтях. Карманы пиджака выкроены по косой линии. Примером пиджака селянина викторианской эпохи является экземпляр, принадлежавший сельскому рабочему и хранящемуся в «Центре сельской истории» (англ. Rural History Centre) в Рединге. Этот пиджак сделан из жёсткой и прочной ткани белёсо-коричневого цвета. По краям пиджак аккуратно обшит кантом из хлопковой тесьмы, укрепляющим места, где быстрее протирается ткань — манжеты, карманы и нижний край. На данном пиджаке явно прослеживаются следы поношенности, заключающиеся в пятнах, засаленности и выцветших рукавах с образовавшихся на них складками. Очевидно, носитель пиджака долго и усердно работал и в солнечную, и в дождливую погоду, работал с лошадью (поскольку перед пиджака засален ввиду, вероятно, частого соприкосновения с телом лошади).
Одной из самых характерных черт британского сельского костюма является широкое использование свитеров и вязаных безрукавок. Особо ценятся свитера с острова Гернси, острова Фэйр-Айл в Шотландии и Аранских островов в Ирландии. В викторианскую эпоху свитера носили рыбаки, они служили своеобразным социальным маркером и отличительной чертой рыбаков в обществе того времени. Рубашка (англ. shirt) светлых, но не очень ярких цветов (например, голубой) и часто является клетчатой. Как правило, используется клетка таттерсол (тэтэсол, англ. tattersall), названная по ткани для попон, производившихся компанией, основанной в 1766 году купцом Ричардом Таттерсоллом. Рубахи английских селян XVIII—XIX веков шились из льна и хлопка, по покрою они мало отличались от женских: в отличие от женских, они были короче, не украшались вышивкой, у них были узкие длинные рукава, часто с обшлагами. Костюм дополняла короткая тёмная куртка с воротником. В викторианскую эпоху рубашки селян и городских рабочих были без ворота.
Штаны, как правило, изготавливаются из прочных тканей, например из молескина и вельвета. В викторианскую эпоху крестьянские рабочие штаны изготавливались из тяжёлых холщовых тканей, обычно штаны шились из достаточно мягкой ткани саржевого переплетения, в нескольких слегка отличающихся фасонах. Самым популярным материалом для брюк селян к концу XIX столетия стал молескин — однониточная чисто хлопковая ткань с начёсанным ворсом. Внешняя, лицевая сторона молескина мягкая, на ощупь напоминающая войлок. Молескин наиболее отвечал требованиям британских рабочих и крестьян по носкости и подверженности местному климату (в то же время в Америке XIX века ввиду более тёплого климата у этих же социальных групп были распространены джинсы (как и из собственно ткани джинсового переплетения, так и из денима)), в отличие от той же джинсовой ткани он значительно теплее, отличается долговечностью, а благодаря начёсу защищает от ветра; с другой же стороны молескин быстро намокает, но столь же быстро сохнет. Чтобы нижние края штанин не пачкались во время работы, крестьяне в XIX-м и начале-середине XX века подвязывали штаны под коленями. Также для защиты штанов (и ног в целом) носили гетры, самые простые из которых представляли собой прямоугольный кусок мешковины, обёрнутый вокруг голени и подвязанный двумя веревочками — одна под коленом, а другая вокруг щиколотки.
Наряду с привычными всеми длинными штанами могут использоваться и бриджи, например для игры в гольф. Настоящие же английские крестьяне носили бриджи, изготавливавшиеся из грубого сукна или плиса, до начала-середины XIX века. Штаны, как уже было указано выше, изготавливаются из вельвета, допустимы джинсы.
Лондонские костермонгеры — уличные торговцы XIX века, главным образом зеленщики, также обеспечивавшие порядок в насквозь криминализированном Ист-Энде и собиравшие деньги на помощь бедным, украшали свою одежду перламутровыми пуговицами, нашивавшимися на головные уборы и вокруг карманов брюк. Чем больше было пуговиц, тем выше был статус. В 1885 году молодой костеромнгер Генри Крофт обнаружил в одном из заброшенных кораблей, стоявшем в доках, груз ненужных перламутровых пуговиц, после чего пришил примерно 60 тысяч штук на свой костюм и цилиндр. Общий вес такого аутфита составлял примерно 30 кг. Кроме того, Крофт объявил, что отныне каждый район Ист-Энда будет считаться «перламутровым королевством», «правители» которого будут использовать свою власть для сбора денег на благотворительные нужды сообщества. Первым «королём» Крофт провозгласил, разумеется, самого себя. Однако вскоре и другие костермонгеры последовали его примеру. Сейчас в Лондоне насчитывается примерно 50 «королей», передающих свои титулы и функции по наследству, и надевающих обшитые пуговицами костюмы по праздникам (например, проходящем в сентябре празднике урожая). В подобном костюме в 1975 году был запечатлён известный футболист Бобби Мур вместе со своей семьёй. «Королевы» в дополнение к этому носят широкополые шляпы с перьями.
Особо стоит выделить одежду исполнителей ритуальных танцев, как например, морриса. В наиболее известном варианте морриса — котсуолдском (распространён в Глостершире и Оксфордшире) танцоры облачены в белые рубахи и брюки, через плечи наброшены перевязи (англ. baldric), а шляпы украшены перьями и цветами.
Основой женской одежды англичанок-селянок в старину служила длинная (до колен) рубаха (англ. smock, chemise) из белого полотна с прямым разрезом спереди и отложным воротм, со вшитыми широкими рукавами без обшлагов со вставками-ластовицами. Рукава рубахи, по низу украшавшиеся яркой вышивкой, были длинные, у кисти суживавшиеся при помощи застроченных мелких складочек. Поверх рубахи женщины носили длинную тёмную юбку и светлый передник длиной до колен. Юбка собиралась у талии в сборки и отделывался по подолу яркой тесьмой или лентой, передник также украшался тесьмой. В прохладную погоду на рубаху надевали тёмную кофту с длинными рукавами и глубоким вырезом, приталенную в талии. На плечи набрасывали шаль с бахромой. Помимо селянок, этот комплекс одежды в XIX веке носили некоторые фабричные работницы.

## Верхняя одежда
Помимо традиционных пальто, в сельском британском костюме используются вощёные куртки (англ. waxed coat, waxed jacket) тёмно-серого или чёрного цветов, с отложным кордовым воротом и застёжкой-молнией. Изначально эта куртка была предметов одежды моряков, но позднее она получила распространение и среди крестьян. Она шьётся из хлопка и пропитывается парафином (до 1930-х годов она пропитывалась льняным маслом). Одна из самых известных фирм по производству таких курток является «Barbour», основанная в 1894 году, а в 1974-м году получившая королевский патент. Ввиду климата, тёплую зимнюю одежду, например, шубы и меховые шапки, не носят. Однако, по состоянию на 1960-е годы, женщины часто вынуждены были надевать шерстяные пальто, а мужчины — шерстяные рубашки и тёплое бельё.
Рабочей одеждой крестьян, пастухов, возчиков и сельскохозяйственных рабочих (например, землекопов, занимавшиеся копанием канав и колодцев) юга и центра Англии (и, меньшей степени, Уэльса, а также в графстве Уорикшир на севере Англии (согласно статье журнала «Country Life» за 23 мая 1957 г.)) в XVII—XIX веках (а особенно с середины XVIII века) служила надевавшаяся через голову навыпуск поверх основной одежды широкая, мешковатая и длинная (до колен или голени) блуза-балахон (англ. smock-frock, smock, в Беркшире — англ. cow gown) с прямым разрезом и широким отложным воротником (а иногда и с карманами), красившаяся в белый, светло-жёлтый, серый, бежевый, тёмно-зелёный или синий цвета и украшавшаяся узорами (вышивкой льняными нитями в тон, шнурами также в тон, узорами из отверстий (перфорацией)) и буфами. Основной функцией блузы служила защита одежды от грязи и пыли, но кроме того, она могла скрывать рваную и поношенную одежду под ней. В целом блуза была практичной и дешёвой одеждой. У многих блуза считалась своего рода модным предметом гардероба, существовали даже праздничные блузы (англ. best frock), также надевавшиеся и во время воскресных походов в церковь, и которые были белого цвета. По обычаю, обручённая девушка вышивала своему будущему мужу новую блузу. Шилась блуза на дому из плотного и некрашеного хлопка, прочного и такого же плотного льна, тонкой шерсти или ткани англ. dribbet, получавшуюся саржевым переплетением льняных и хлопчатобумажных нитей. Пастухи Фенленда — низины, образовавшейся на востоке центральной Англии после осушения большей части Фенских болот, изготавливали блузы в своих хижинах-времянках во время окота. Рабочая блуза обладала очень простым и в то же время очень архаичным покроем, отдалённо напоминая современный рабочий халат-спецовку. Благодаря этому блузу можно было скроить, не обладая какими-либо особыми навыками. Как правило, изготовление блузы осуществлялось следующим образом: два больших куска ткани прямоугольной ткани присбаривали с помощью прямых стежков, они могли быть выполнены довольно искусно, что впрочем, не отменяло простоты изготовления такой одежды. Рукава в блузах вставлялись очень низко, в нескольких дюймах ниже плеча, на манжетах (в случае, если они были) присутствовала сборка для уменьшения ширины и без того широких рукавов. Однако, несмотря на простоту покроя, какого-либо единообразия в английских рабочих блузах нет: в зависимости от местности они различались длиной, характером украшений, и деталями покроя. Выделяют три типа блузы: распашная, застёгивавшаяся на ряд пуговиц до подола; с небольшим вырезом на груди, застёгивавшимся на несколько пуговиц; и застёгивавшаяся на одну пуговицу или вовсе не имевших их (у последнего типа карманы располагались поперёк или вертикально к боковым швам). Узоры на передней поверхности блузы появляются в XIX веке, с 1860-х годов узоры становятся более сложными. На передней стороне блузы по бокам от разреза могли присутствовать прямоугольные вставки (англ. boxes), граничившие по бокам с швами рукавов, а сверху — с плечевыми швами. Иногда узоры в вышивке на воротнике и вставках указывали на профессию носителя (цветы — садовник, посох — пастух). В целом рабочая блуза вышла из употребления в конце XIX века(в частности, уже в 1880-е годы современники с некоторой долей ностальгии отмечают, что молодёжь меньше носит блузы, предпочитая одежду, аналогичную городской, пускай иногда и низкого качества, но считавшуюся более модной), дольше всех носили блузы в таких графствах, как Дорсет, Херфордшир и Вустершир, да и то старики и маленькие мальчики (в Дорсетском музее существует экземпляр льняной блузы, сшитой на рубеже XIX—XX веков для деда дарителя этого экземпляра, которому на этот момент было около трёх лет). Одним из последних задокументированных упоминаний носителей рабочей блузы был умерший в 1911 году сельскохозяйственный рабочий Джеймс Стивенс (англ. James Stevens) из Херфордшира. С другой стороны, упоминаются скончавшийся в 1914 году сельскохозяйственный рабочий и смотритель местной часовни Джон Тёрни (англ. John Turney) из Букингемшира (его фотопортрет, сделанный в 1910 году, был отправлен Ллойду Джорджу), скончавшийся в том же году собиратель вереска Уильям Джеймс (англ. William James) из Нортгемптона и скончавшийся в 1915 году фермер Джон Редферн (англ. John Redfern) из Дербишира; все трое также носили рабочие блузы до конца жизни. Утверждается также, что некоторые жители Букингемшира донашивали блузы ещё в 1920-е годы. В Фенленде блузы вместе с традиционным пастушеством стали исчезать после Первой Мировой войны, сообщает Диана де Марли (англ. Diana De Marly) в своём исследовании «Working dress: a history of occupational clothing». Там же говорится, что старые пастухи донашивали блузы вплоть до 1930-х. Тем не менее, в XX веке блуза, после выхода из обихода, ещё оставалась одним из составных элементов восходящего к XIX веку стереотипного облика селянина в целом (т. н. англ. yokel) и жителя Уэст-Кантри в частности. Таким образом, английская рабочая блуза стала одним из немногих предметов одежды, являвшихся специфическим для английских селян и развивавшихся с годами, что очень важно для народного костюма. Аналогичные блузы бытовали у французов (фр. sarrau), датчан, швейцарцев, северных немцев и жителей стран Бенилюкса, и также вышли из обихода в конце XIX-начале XX веков. В России конца XIX-начала XX веков такие рабочие блузы носили некоторые городские рабочие, например, металлисты и служащие типографских предприятий.
С 1860-х до 1920-х годов была популярна куртка «норфолк» (англ. norfolk jacket). Она доходила до бёдер, имела несколько складок на груди и спине, кармашки на груди и более широкие карманы на подоле, а также вшитый тканым поясок, который стягивал куртку по талии. Норфолкская куртка была предназначена прежде всего для охоты. Сейчас норфолкская куртка переживает возрождение, но исключительно в женском гардеробе.
В XIX—XX веках был популярен плащ-макинтош, причём он считался исключительно функциональным, а не модным предметом одежды, поэтому в городе его не носили.

## Одежда для сна
В Средневековье в Англии, как и по всей Западной Европе, спали обнажёнными либо в нижнем белье — рубахе, а в случае мужчин и в брэ, подштанниках до колен, позднее укоротившихся. В XVI веке в обиход знати и богатых буржуа, как и мужчин, так и женщин входит ночная рубашка, отличавшаяся от дневной рубахи бо́льшей длиной. Однако бедняки, в том числе и селяне, по большей части всё ещё спали в дневных рубахах, поскольку ночнушки были дорогими, и их могли позволить состоятельные люди. В то же время в обиход входит и ночной колпак (англ. nightcap, night-cap), представлявший собой невысокую и плотно прилегающую к голове шапку с такими же плотными отворотами. У богачей ночные колпаки нередко расшивались растительным орнаментом, а колпаки бедняков были вязаными и лишены подобного рода украшений. В XVIII веке ночные колпаки становятся высокими и мешковатыми, а поля стали больше и свободнее. В XIX же веке ночной колпак становится конусовидной, сужающейся кверху формы, они как и вязались, так и шились, в качестве тканей использовались шёлк и шерсть (шерстяные вязаные колпаки считались менее модными, нежели шёлковые). Ночные колпаки были преимущественно белого цвета, хотя существовали красные и полосатые, а в середине XIX века цветные ночные колпаки были популярнее белых. Нередко ночной колпак оканчивался помпоном или кисточкой, которые также могли быть цветными. Помимо своего прямого предназначения — поддерживания тепла в голове во время сна и защиты от паразитов, ночной колпак в XVI—XVIII веках также был популярным домашним головным убором (в XVIII веке не в последнюю очередь из-за того, что он прикрывал бритую голову, на которую надевался модный в то время парик), знать носила ночные колпаки исключительно дома, а буржуа и ремесленники — также и на улице и во время работы. Женщины в постель надевали чепцы, повязывавшиеся под подбородком. В конце XIX века и ночные колпаки, и ночные чепцы выходят из употребления среди молодёжи и людей среднего возраста, старики и старухи же носят их и в начале XX века.
В XIX веке ночные рубашки прочно заняли своё место в гардеробе как и горожан, так и селян, хотя бедняки всё ещё могли спать в дневной одежде или нижнем белье. Женская ночная рубашка (англ. nightgown) доходила до пола, обладала стоячим или отложным воротником и длинными рукавами, нередко она украшалась рюшем и кружевами. Мужская же (англ. nightshirt) больше напоминала дневную: она обладала отложным воротником, длинными рукавами, прямым разрезом, застёгивавшимся на несколько пуговиц, а подол, разрезанный по бокам, доходил до колен, икр или лодыжек. Сзади подол мог быть длиннее, чем спереди. В 1890-е годы в Англии появляется пижама, в начале XX века активно вытеснявшая ночную рубашку у мужчин в городах, однако селяне (равно как и многие консервативные горожане и старики) продолжали носить и ночные рубашки в первые десятилетия XX века. Тем не менее, к середине XX века, пижама, наряду с нижним бельём — трусами и майкой, стали единственной одеждой для сна среди мужчин, сохраняя эту позицию до сегодняшнего дня.
Женские же ночные рубашки стали постепенно укорачиваться. Появились модели с короткими рукавами, и без них, на бретельках.

## Обувь
Для британского сельского костюма характерна прочная обувь с толстой подошвой. Это резиновые (а до XX века — кожаные) сапоги и кожаные ботинки-броги, на которые раньше надевались гамаши и штиблеты. Также гамаши надевались крестьянами и с бриджами.
В отличие от других стран Северной и Западной Европы, в Великобритании не носили деревянные башмаки, однако в Средневековье и раннее Новое время носили патены (англ. pattens) — деревянные сандалии с кожаными ремешками, надевавшиеся поверх основной обуви. Впоследствии, во времена промышленной революции в XVIII—XIX вв. (а особенно с 1840-х годов; а по другим данным, ещё с XVI века), рабочие и крестьяне носили в качестве рабочей обуви башмаки с кожаным верхом и деревянной подошвой. Назывался этот вид обуви на английском так же, как и цельнодеревянные башмаки — клоги (англ. clogs), в частности именно такое определение даёт Энциклопедия Британника. Главным достоинством клогов, как и деревянных башмаков, была прочность и дешевизна изготовления, что позволяло обеспечить рабочих обувью. Верх прибивался к деревянной подошве прибивался специальными штифтами, каблуки подбивались специальными металлическими накладками (отдалённо напоминавшими подковы), и поэтому при ходьбе по мостовой обувь издавала характерное клацанье. К 1920-м годам клоги практически вышли из употребления, однако во время Второй Мировой войны произошёл новый (и последний) всплеск популярности данной обуви.
Однако клоги всё же оказали влияние на английский фольклор: существует английский народный танец в башмаках с деревянными подошвами, схожий с нидерландским танцем в кломпах, французскому саботьеру или литовскому клумпакоису.

## Головные уборы
Самым популярным мужским головным убором в британском сельском костюме является кепи (вошедшие в гардероб на рубеже XIX—XX веков), также распространены фетровые шляпы, особенно фасона трильби. Также в британском сельском стиле присутствуют мягкие твидовые шляпы, отдалённо напоминающие традиционную русскую шляпу «гречневик» и являющиеся неформальными. В старину крестьяне также носили мягкие фуражки с козырьком. Охотники XIX века носили шляпу охотника на оленей, представлявший собой кепи с «ушами», завязывавшимися на подбородке или затылке и изготавливавшийся из полосатой твидовой ткани. Этот головной убор широко известен как шляпа Шерлока Холмса. Другим примером головного убора, прижившегося на селе, но в городе уже вышедшем из употребления, является шляпа-котелок: в викторианскую эпоху до селян котелок дошёл в самую последнюю очередь (в то время как городские рабочие не носили котелки никогда и ни в какое время). Сейчас селяне также носят шерстяные вязаные шапки и бейсболки. Летом носят соломенные панамы (соломенные шляпы были известны и в XIX веке, они были широкополыми и обладали высокой тульей, носились во время полевых работ для защиты от солнца).
- Кепи
- Шляпа охотника за оленями, или шляпа Шерлока Холмса
- Трильби

Сейчас женщины в большинстве случаев ходят с непокрытой головой или носят соломенные шляпки, украшенные лентами и цветами, и бейсболки. Однако до начала XX века женщины, в основном замужние, носили чепцы. На улицу надевали чепцы наподобие капора (англ. sunbonnet), подвязывавшиеся под подбородком, шились они на дому. Чепцы были вытеснены косынками, продержавшимися до конца XX века. Также летом носили и вышеупомянутые соломенные шляпки.

## Аксессуары
Наряду с галстуком в британском сельском костюме можно использовать и шейные платки (в викторианскую эпоху шейные платки повязывали сельские и фабрично-заводские рабочие, носившие рубашки без воротника; в частности, яркий шейный платок был отличительной чертой докеров, а вышеупомянутые костермонгеры носили красные платки). В прохладную погоду надевается шарф в шотландку.
В XVII веке крестьяне носили суму с бахромой, носившуюся через плечо на длинном шнуре.